# Ангел Кариотов
Вижте пояснителната страница за други личности с името Ангел войвода.
Ангел Стоянов Кариотов, известен като Ангел войвода, е български хайдутин. Ръководи между 1832 и 1862 година добре организирана чета от около 40 души в Пловдивско и Хасковско. На неговото име е наречен Ангелов връх в Рила. Ангел войвода е основен дарител и инициатор за изграждането в 1856 година на Араповския манастир.

## Биография
Ангел Кариотов е роден през есента на 1812 г. в село Козлук, Пловдивско.
На 6-годишна възраст става овчарче. На няколко пъти турците крадат стоката му и в негово присъствие си правят чевермета. Малкият Ангелчо не може да им се противопостави, но у него се трупа обида и жажда за мъст. Когато е на 18 г., турците насилват сестра му и това прелива чашата на търпението. Той предава стадото на двамата си по-малки братя, снабдява се с пушка, 2 пистолета и сабя, и хваща гората. Прави си землянка в непристъпна местност и чака удобен момент да отмъсти за поруганата чест на сестра си. Знаейки кои са насилниците, непрестанно ги следи. За една година успява да ги убие, излагайки мъртвите им тела на селския мегдан. Понеже е неграмотен, поръчва на попа да му напише бележки: „Такава участ очаква всеки, който посегне на честта на българска жена“. С кръвта на убитите начертава върху гърдите и челата им кръст.
След като е спазил обета си да отмъсти за поруганата чест на своята сестра, Ангел Кариотов мисли да прехвърли Родопите и отново да захване овчарлъка в Егейска Тракия. По пътя си замръква в с. Силанкьой и там го приютяват в една българска къща. Домакинът споделя мъката си, че турците са насилили жена му, тя се поболяла и умряла. В този момент Ангел разбира, че неговият случай не е единичен. Отказа се от намерението си отново да се върне към овчарлъка. Със спестените пари купува пушки, пистолети и саби, с които въоръжава десетина буйни младежи, които има за какво да мъстят на турците. Четата наказва със смърт всеки насилник, който си е позволил да посегне на българска жена или е ограбил имуществото на някой селянин. Сред турците в района настъпва уплах и те се въздържат от произволи. Българското население се е сдобило със защитник, който да го брани. При всеки опит за насилие или грабеж от страна на турците, българските селяни казват, че ще се оплачат на Ангел войвода и те се отказват от намеренията си, защото страхът от него е голям.
Дружината му вече наброява около 60 добре въоръжени мъже, които са неоткриваеми за турските потери. Но когато решават да нападнат, ударът им е неудържим. За да се справи с положението, хасковският каймакам организира отряд от 160 низами и 200 башибозуци, които навлизат в района, смятан за убежище на дружината на Ангел войвода. Узнавайки за това, той поставя на пътя им вълчи ями и капани, в които голяма част от низамите и башибозуците намират гибелта си. Другите са причаквани в засади и унищожавани поединично или групово. Турците понасят големи загуби и безславно се връщат в Хасково. 
Населението от този край създава предания и песни за прослава на подвизите на Ангел войвода и той се превръща в народен герой. В една от песните се пее „докато Ангел войвода със своята дружина царува в Родопите, турците са рая, а българите – господари“. Сравняват го с Момчил юнак, който е бил владетел на Родопите. През 1862 г. Ангел войвода заболява от коварна болест. Той разпуска своята дружина, която брои вече над 100 души. Оттегля се в Света гора в Хилендарския манастир. Понеже е останал неграмотен, диктува спомените си на един монах, които са съхранени в манастирската библиотека. В тях той отправя завет към българите да продължават борбата с турците, да създават чети и дружини и да се готвят за всеобщо въстание.
Ангел войвода умира през 1864 г. Неговите идеи се възприемат и доразвиват от Раковски, а след това от Любен Каравелов, Христо Ботев и Васил Левски. Гробът му е неизвестен.